# Osobennosti natsionalnoj okhoty
Osobennosti natsionalnoj okhoty (russisk: Особенности национальной охоты) er en russisk spillefilm fra 1995 af Aleksandr Rogozjkin.

## Medvirkende
- Ville Haapasalo
- Aleksej Buldakov som Ivolgin
- Viktor Bytjkov som Kuzmitj
- Semjon Strugatjov som Ljova Solovejtjik
- Sergej Russkin som Sergej Olegovitj